# Nusa infumata
Nusa infumata là một loài ruồi trong họ Asilidae. Nusa infumata được Loew miêu tả năm 1851.